# 本名正憲のおはようラジオ
本名正憲のおはようラジオ（ほんなまさのりのおはようラジオ）は、中国放送（RCCラジオ）で平日 6:30 - 9:00に放送しているラジオ番組。

## 概要
『おはようラジオ』自体は1973年4月16日に放送を開始｡放送開始からしばらくは午前7時からの1時間枠で、8時からの『話題のアンテナ 日本全国8時です』などの帯番組は独立番組扱いだった。その後開始時間は幾度となく変更され、6時30分がもっとも長く、その後6時55分、6時、7時、6時55分と移り変わり、2010年4月から2023年9月は再び7時、2023年10月からは6時30分となっている｡放送曜日も当初は月曜 - 土曜で日曜日以外は毎日放送されていたが、土曜日は1983年以降『おはようサタデー』など別のワイド番組が設定されることが多くなり、2000年3月を最後に放送されていない。
本名以前の歴代パーソナリティは煙石博、橋本雅明、橋本裕之、小西啓介、世良洋子、寺内優、山原玲子らで全てRCCのアナウンサーが担当｡このうち最も長かったのは橋本雅明で1973年4月から1996年9月まで24年間に渡って担当。広島の朝の声として親しまれた（その後1997年8月に急死）｡週6日放送していた時代は、アナウンサーの担当が平日と土曜、平日も時期によっては前半と後半で別々に分けられていた。
1998年10月からは月曜〜水曜を担当していた橋本裕之の後任として、本名正憲が担当するようになる。就任当時は月曜〜金曜の担当だった（土曜日はそれまで週後半を担当していた寺内が続投）。2000年4月からは土曜日の放送が廃止されて平日のみとなり、これ以降は現在まで一人のアナウンサーが全曜日を担当している。しかし、RCCラジオの平日日中のワイド番組が大改編し平日昼に『本名正憲のきょうもゴゴイチ』が開始する事を受けて2003年3月28日に本名が一旦降板。本名が『きょうもゴゴイチ』を担当していた期間は寺内が土曜枠廃止以来3年ぶりに復帰して『おはようラジオ』を担当し（詳細はこちらを参照）、『きょうもゴゴイチ』の終了と合わせて寺内が降板し、2010年4月5日から『おはようラジオ』に本名が復帰。第2期として再開された。本名は2022年9月末をもってRCCを退職したが、10月改編後も引き続きフリーアナウンサーの立場でパーソナリティを続投している。
2023年4月に放送開始50周年を迎えた。

## 放送日時
・平日（6:30～9:00）

## パーソナリティー
- 本名正憲（フリーアナウンサー、2022年9月まではRCCアナウンサーとして出演）

2023年9月まで直前に放送していた『歌のない歌謡曲』内の天気予報を兼務。

## タイムテーブル
2024年4月より
- 6:30 - オープニング
- 6:33 - ニュースエクスプレス
- 6:38 - 朝刊拾い読み
- 6:42 - 今日も一日交通安全（広島県交通安全協会が提供） / インフォメーション
- 6:48 - Happy Sunrise! 今日の天気とロートスキンケア情報（ロート製薬が提供）
- 6:50 - 音楽
- 6:54 - ジャパネットたかた 朝のラジオショッピング（2023年9月までは6:30 - 6:36に放送していた）
- 7:00 - ニュースエクスプレス
- 7:05 - おはようオピニオン
- 7:09 - 交通情報（火・木：いすゞ自動車中国四国が提供、金：アイレストホームが提供）
- 7:12 - おはようフォーカス（NRN系列「お早うネットワーク」の企画ネット番組）（司法書士法人中央事務所、火・木：元旦ビューティー工業が提供）
  - 月：おはようカープ
- 7:24 - 天気予報（月：スズキ自販広島が提供）
- 7:28 - 数字クイズ出題
- 7:30 - 武田鉄矢・今朝の三枚おろし（文化放送制作）
- 7:39 - 数字クイズ解答 / 朝刊拾い読み
- 7:47 - 交通情報（月：アイレストホーム・こくみん共済Coop全労済が提供、火：クラブンが提供、水：広島中央自動車学校が提供、木：こくみん共済Coop全労済が提供、金：ビルの総合管理広島管材・こくみん共済Coop全労済が提供）
- 7:50 - 音楽
- 7:55 - 中国新聞ニュース / 天気予報（長谷工グループが提供）
- 8:00 - 話題のアンテナ 日本全国8時です（TBSラジオ制作）
- 8:14 - Veryカープハイライト（火〜金のみ）
- 8:17 - ニュースエクスプレス
- 8:20 - 朝刊拾い読み
- 8:27 - 交通情報
- 8:30 - SUZUKIハッピーモーニング・羽田美智子のいってらっしゃい（ニッポン放送制作）
- 8:35 - インフォメーション
- 8:40 - 音楽 / おはようオピニオン
- 8:48 - 交通情報
- 8:50 - 中国新聞ニュース
- 8:54 - 音楽 / エンディング

2024年3月まで
- 6:30 - オープニング
- 6:33 - ニュースエクスプレス
- 6:38 - 朝刊拾い読み
- 6:44 - 黒木瞳のあさナビ（ニッポン放送制作、2023年9月までは6:38 - 6:45に放送していた）
- 6:50 - 音楽
- 6:54 - ジャパネットたかた 朝のラジオショッピング（2023年9月までは6:30 - 6:36に放送していた）
- 7:00 - ニュースエクスプレス
- 7:05 - おはようオピニオン
- 7:09 - 交通情報（火・木：いすゞ自動車中国四国が提供、金：アイレストホームが提供）
- 7:12 - おはようフォーカス（NRN系列「お早うネットワーク」の企画ネット番組）（司法書士法人中央事務所、SMASが提供、火・木：元旦ビューティー工業が提供）
- 7:24 - 天気予報（月：スズキ自販広島が提供、火：リョービが提供、水：株式会社吉相・スズキ自販広島が提供、金：エルクホームズが提供）
- 7:28 - 数字クイズ出題
- 7:30 - 武田鉄矢・今朝の三枚おろし（文化放送制作）
- 7:39 - 数字クイズ解答 / 朝刊拾い読み
- 7:47 - 交通情報（月：アイレストホーム・こくみん共済Coop全労済が提供、火：クラブンが提供、水：広島中央自動車学校が提供、木：こくみん共済Coop全労済が提供、金：ビルの総合管理広島管材・こくみん共済Coop全労済が提供）
- 7:50 - 音楽
- 7:55 - 中国新聞ニュース/ 天気予報（長谷工グループが提供）
- 8:00 - 話題のアンテナ 日本全国8時です（TBSラジオ制作）
- 8:14 - ニュースエクスプレス
- 8:20 - 朝刊拾い読み
- 8:27 - 交通情報
- 8:30 - SUZUKIハッピーモーニング・羽田美智子のいってらっしゃい（ニッポン放送制作）
- 8:35 - インフォメーション
- 8:40 - 音楽 / おはようオピニオン
- 8:48 - 交通情報
- 8:50 - 中国新聞ニュース
- 8:54 - 音楽 / エンディング

2023年9月まで
- 7:00 - オープニング
- 7:03 - ニュースエクスプレス
- 7:07 - 朝刊拾い読み
- 7:12 - 交通情報（火・木：いすゞ自動車中国四国が提供、金：アイレストホームが提供）
- 7:15 - おはようフォーカス（ニッポン放送-NRN系列「お早うネットワーク」の企画ネット番組）（司法書士法人中央事務所が提供、火・木：元旦ビューティー工業が提供）
- 7:30 - 天気予報（月：スズキ自販広島が提供、火：リョービが提供、水：株式会社吉相・スズキ自販広島が提供、金：エルクホームズが提供）
- 7:32 -	数字クイズ出題
- 7:33 - 武田鉄矢・今朝の三枚おろし
- 7:42 -	数字クイズ解答 / 朝刊拾い読み
- 7:48 - 交通情報（月：アイレストホーム・こくみん共済Coop全労済が提供、火：クラブンが提供、水：広島中央自動車学校が提供、木：こくみん共済Coop全労済が提供、金：ビルの総合管理広島管材・こくみん共済Coop全労済が提供）
- 7:51 - 音楽
- 7:55 - 中国新聞ニュース/ 天気予報（長谷工グループが提供）
- 8:00 - 話題のアンテナ 日本全国8時です
- 8:14 - ニュースエクスプレス
- 8:23 - 朝刊拾い読み
- 8:26 - 交通情報
- 8:30 - SUZUKIハッピーモーニング・羽田美智子のいってらっしゃい
- 8:48 - 交通情報
- 8:50 - 中国新聞ニュース
- 8:54 - 音楽 / エンディング

## 備考
- 「スポーツレーダー」「夜うち朝がけリンリン情報」「E-navi」の3コーナーは、『ひとこと治宣の千客万来』（土曜 6:00 - 9:00）内でも放送されていた｡
- 現在のテーマ曲はジェイク・シマブクロ「スカイライン」。この曲に乗せて行う現在の番組冒頭の挨拶ではRCCのキャッチコピー「広島家族。RCC」にかけて「広島家族の皆さん、おはようございます。」とキャッチコピーの一部を取り入れている。
- コーナーの合間に「ピンポン」とチャイムが鳴り、本名が時刻を読み上げている。このチャイムは本名が手動で手元にある機械を鳴らしている。
- 7時台では「おはようフォーカス」のコーナーのタイトルで流れる曲はDigital Conceptの『DANCING DOLL』（アルバム『アラレちゃんDISCO』に収録）のイントロ部分。
- 毎年8月6日は原爆忌であるため、当日が平日の場合は「平和」をテーマとした番組進行となる。また広島平和記念式典の中継を内包する関係上、『日本全国8時です』のネットは返上される。
- 毎年12月25日は『RCCラジオ・チャリティー・ミュージックソン』であるため、当日が平日の場合は当番組は休止され、「ミュージックソンの1パート」として本名とパートナーとなる女性アナウンサーで10時台中盤まで朝の情報と音楽を中心とした編成の番組を組む。ただし、ミュージックソンのメインパーソナリティを担当した2020年は本名のみであった。2021年は2日目が土曜日であり、『週末ナチュラリスト』の体裁で放送したため出演していない。
- 2020年10月15日は、本名アナが『平成ラヂオバラエティごぜん様さま』で、休暇を取った横山雄二（RCCアナウンサー）の代役としてパーソナリティを務め、本番組と続けて2番組連続出演となった。
- 本名担当の第1期では『ゴルフの花道』がコーナーとして放送されており、それが「テレビ版」（「PART1」）という形でRCCテレビでも2002年4月7日にスタートした[4]。しかし1年後に本名が『きょうももゴゴイチ』へ異動する事を受けてロケに参加できなくなるため、2003年4月の「PART2」から横山に交代。ラジオのコーナーとしては終了したがテレビ番組としては継続しており、以後2021年3月の番組終了(この時点での副題は「PART19」）までそのまま横山が出演し続ける事になった。